# Quararibea yunckeri
Quararibea yunckeri är en malvaväxtart. Quararibea yunckeri ingår i släktet Quararibea och familjen malvaväxter.

## Underarter
Arten delas in i följande underarter:
- Q. y. izabalensis
- Q. y. sessiliflora
- Q. y. veracruzana
- Q. y. yunckeri